# Francisco Alvarado
Pour le militaire et homme politique vénézuélien, voir Francisco Alvarado Arellano.
Francisco José Marcos Alvarado, né à Marchena (en Andalousie) le 23 avril 1756 et mort à Séville le 31 août 1814, est un frère dominicain, écrivain et philosophe thomiste réactionnaire, plus connu sous le pseudonyme « El Filósofo Rancio » (« Le Philosophe rance »).
Selon l'historien Pedro Carlos González Cuevas, spécialiste de la droite et du conservatisme, il est le plus célèbre critique des réformes libérales en Espagne en dehors des Cortes de Cadix.

## Œuvres
- (es) Cartas críticas que escribió el Rmo. padre maestro Fr. Francisco Alvarado, del orden de Predicadores, ó sea el Filósofo rancio, en las que... se impugnan las doctrinas y máximas perniciosas de los nuevos reformadores, Madrid, Impr. de E. Aguado, 1824-1825 — 5 vols.

- (es) Cartas inéditas del P. Mtro. Fr. Francisco Alvarado, de la orden de Predicadores, conocido con el nombre del Filósofo Rancio, dirigidas, diez al Emmo. Sr. D. Francisco Javier Cienfuegos, hoy cardenal de la santa iglesia romana y arzobispo de Sevilla, y una á D. Francisco Gómez Fernández, Madrid, Imp. de D. José Félix Palacios, 1846.